# Andrej Mrkela
Andrej Mrkela (Servisch: Андреј Мркела) (Enschede, 9 april 1992) is een Servisch voetballer die als middenvelder speelt. 
Op 30 juni 2011 maakte Mrkela zijn debuut in de UEFA Europa League. In deze wedstrijd, tegen het San Marinese SP Tre Penne, maakte hij een doelpunt.
Hij is een zoon van voormalig FC Twentespeler Mitar Mrkela.